# Pachycarpus bisacculatus
Pachycarpus bisacculatus är en oleanderväxtart som först beskrevs av Daniel Oliver, och fick sitt nu gällande namn av Goyder. Pachycarpus bisacculatus ingår i släktet Pachycarpus och familjen oleanderväxter. Inga underarter finns listade i Catalogue of Life.